# Lucio Lusio Geta
Lucio Lusio Geta (in latino Lucius Lusius Geta; ... – Roma, ...; fl. I secolo) è stato un politico romano.

## Biografia
Appartenente a una famiglia dell'ordine equestre, Lusio Geta fu nominato prefetto del pretorio dell'imperatore Claudio nel 48, l'anno in cui la moglie Messalina tentò di ucciderlo. Infatti, proprio in quell'anno, secondo quanto scrisse Tacito, le personalità più vicine all'imperatore non riponevano molta fiducia nel nuovo prefetto del pretorio, ritenendolo troppo facilmente influenzabile. Pertanto, Narciso, liberto di Claudio, decise di sollevare temporaneamente di sua spontanea iniziativa Lusio Geta, in quanto temeva che egli sarebbe potuto essere stato influenzato dall'imperatrice Valeria Messalina e dal suo amante Gaio Silio.
Tuttavia, Claudio aveva stretto un forte legame con Lusio Geta e, non appena la cospirazione terminò, reintegrò quest'ultimo nella sua precedente posizione, che mantenne fino al 51 insieme al collega Rufrio Crispino. In quello stesso anno, infatti, la quarta moglie di Claudio, Agrippina, temendo che Geta e Crispino stessero favorendo al trono il figlio di Messalina Britannico e non Nerone, sostituì i due prefetti del pretorio col politico a lei fedele Sesto Afranio Burro.
Nel 54, Claudio nominò Lusio Geta governatore dell'Egitto, carica che mantenne dal 29 marzo al 17 novembre di quello stesso anno, quando il nuovo imperatore Nerone lo richiamò a Roma.